# Фалеев, Николай Григорьевич
Никола́й Григо́рьевич Фале́ев (22 апреля (4 мая) 1859, Калуга, Российская империя — 13 октября 1933, Хельсинки, Финляндия) — русский и советский инженер-архитектор и преподаватель. Пионер применения железобетона в московской строительной практике.

## Биография
Родился 22 апреля 1859 года в Калуге. До 1878 года учился в Калужском реальном училище, а в 1879 году окончил Московское реальное училище. В 1885 году окончил Институт гражданских инженеров императора Николая I со званием гражданского инженера, получив за успехи в обучении золотую медаль. После окончания учёбы был зачислен в 1886 году сверхштатным техником в Строительное отделение Московского Губернского Правления (МГП). С 1886 по 1902 год служил младшим архитектором МГП, где заведовал ремонтом тюрем, тюремных больниц, московской складочной таможни. С 1890 года являлся производителем работ на постройке казённого склада спирта в Москве. В 1900-е годы состоял членом Технического совета при Московской городской управе и почётным членом Московского совета детских приютов ведомства учреждений императрицы Марии. В 1904 году Н. Г. Фалеев стал председателем Комиссии архитекторов при Московском строительно-дорожном управлении. С 1909 по 1912 годы служил московским губернским инженером. В эти же годы был гласным Московской городской думы и членом Строительного совета городской управы.
Член Московского архитектурного общества с 1912 года. После 1917 года перешёл на преподавательскую работу. В 1927 году Н. Г. Фалеев являлся профессором МИИТа.
Архитектор работал преимущественно в стиле модерн. При постройке здания Ермаковского электротехнического училища первым в Москве применил железобетонные основания и сваи.
Скончался 13 октября 1933 года и похоронен на православном кладбище в Хельсинки в районе Лапинлахти.

## Постройки в Москве
- Постройка корпусов на фабриках Цыплаковых и Лабунских, «Ф. Михайлов и сын» (1886—1891)[сн 1];
- Казённые винные склады, совместно с В. А. Величкиным (1891, Волочаевская улица, 12—18);
- Казённый № 1-й винный склад (Московский завод «Кристалл», совместно с В. А. Величкиным (1890-е, Самокатная улица, 4);
- Доходный дом А. Г. Гагарина (1893, 1896, Варсонофьевский переулок, 8);
- Собственный особняк (1895, Гагаринский переулок, 11, перестройка);
- Доходный дом Фалеевых (1897, Милютинский переулок, 3), реконструирован в 1998 году;
- Доходный дом (1898, Сущёвская улица, 16);
- Особняк М. Ф. Михайлова (1900, 1910, Улица Бахрушина, 17, 18);
- Ермаковское электротехническое училище (1904, Пречистенская набережная, 11), строительство вёл арх. Н. Е. Марков;
- Доходный дом А. М. Желябужского (1906, Кривоарбатский переулок, 9);
- Дом во владении Московского страхового общества (1907, Малая Лубянка, 22);
- Доходный дом (1910, Савельевский переулок, 10);
- Доходный дом (1910, Пожарский переулок, 10);
- Доходное владение Э. Ф. Маттерна — «Московское страховое общество от огня» (1911, Малая Лубянка, 7 стр. 1)[5];
- Перестройка городской усадьбы П. А. Новикова (1911, Трубниковский переулок, 15 стр. 1)[5];
- Здания служб при доходном доме Ширяевых и Турчаниновых, совместно с А. Н. Зелигсоном (1914, Новая Басманная улица, 10-12).

### Сноски
1. ↑  Здесь и далее проекты и постройки даны в хронологическом порядке по М. В. Нащокиной, с необходимыми дополнениями и уточнениями.